# Paralelo 6 S
O Paralelo 6 S é um paralelo no 6° grau a sul do plano equatorial terrestre.
Começando pelo Meridiano de Greenwich e tomando a direção leste, o paralelo 6° Sul passa sucessivamente por:
| País, território ou mar        | Notas |
| ------------------------------ | --- |
| Oceano Atlântico               | |
| República Democrática do Congo | |
| Angola                         | |
| República Democrática do Congo | |
| Lago Tanganica                 | |
| Tanzânia                       | |
| Oceano Índico                  | Canal de Zanzibar |
| Tanzânia                       | Zanzibar |
| Oceano Índico                  | Passa pelas Ilhas Amirante, Seicheles · Passa a sul da Île Platte, Seicheles · Passa a norte das Ilhas Eagle e Three Brothers, Território Britânico do Oceano Índico · Passa a sul de Samatra, Indonésia  |
| Indonésia                      | Ilha de Java |
| Mar de Java                    | Passa a sul de Karimun Jawa, Indonésia · Passa a sul de Bawean, Indonésia |
| Indonésia                      | Ilha Selayar |
| Mar de Banda                   | |
| Indonésia                      | Ilha Binongko |
| Mar de Banda                   | |
| Indonésia                      | Ilhas Kai |
| Mar de Arafura                 | |
| Indonésia                      | Ilhas Aru |
| Mar de Arafura                 | |
| Indonésia                      | Nova Guiné Ocidental |
| Papua-Nova Guiné               | |
| Mar de Salomão                 | |
| Papua-Nova Guiné               | Ilha da Nova Bretanha |
| Mar de Salomão                 | |
| Papua-Nova Guiné               | Ilha Bougainville |
| Oceano Pacífico                | Passa entre o Recife Roncador e o Atol Ontong Java, Ilhas Salomão · Passa entre o atol Nanumea e a ilha Nanumanga, Tuvalu · Passa a norte da ilha Niutao, Tuvalu · Passa a sul da Ilha Starbuck, Kiribati |
| Peru                           | |
| Brasil                         | Amazonas Pará Tocantins Maranhão Piauí Ceará Rio Grande do Norte |
| Oceano Atlântico               | |